# Difosfat de timidina
El difosfat de timidina de fórmula C10H16N₂O₁₂P₂,
(en anglès:Deoxythymidine diphosphate, abreujat com TDP), és un nucleòtid. És un èster de l'àcid difosfòric amb el nucleòsid timidina. El TDP consta d'un grup funcional difosfat, la pentosa, la ribosa i la nucleobase timina.